# Jovane Cabral
Jovane Eduardo Borges Cabral (Assomada, 14 juni 1998) is een Kaapverdisch voetballer die doorgaans speelt als rechtsbuiten. In september 2024 verruilde hij Sporting CP voor Estrela da Amadora. Cabral maakte in 2017 zijn debuut in het Kaapverdisch voetbalelftal.

## Clubcarrière
Cabral speelde in de jeugd van het Kaapverdische Grémio Nhagar en kwam in 2014 terecht in de opleiding van Sporting CP. Zijn eerste optreden in de hoofdmacht volgde op 12 augustus 2018, toen op bezoek bij Moreirense met 1–3 gewonnen werd. Heriberto Tavares opende namens de thuisploeg de score, waarna Bruno Fernandes en Bas Dost (twee doelpunten) voor de Sporting-doelpunten zorgden. Cabral begon op de bank en mocht van coach José Peseiro twintig minuten voor tijd invallen voor Marcos Acuña. Zijn eerste doelpunt in de Primeira Liga volgde op 1 september 2018, in eigen huis tegen Feirense. Cabral mocht na zesenzestig minuten invallen voor Jefferson Nascimento en maakte twee minuten voor tijd het enige doelpunt: 1–0.
In januari 2022 werd Cabral voor een half seizoen verhuurd aan Lazio. Na deze verhuurperiode, waarin hij tot vier officiële wedstrijden kwam, verlengde Cabral zijn contract bij Sporting tot medio 2025. Medio 2023 werd Cabral opnieuw verhuurd door Sporting, nu aan Salernitana. Deze verhuurperiode werd in januari 2024 afgebroken, waarna Olympiakos hem tijdelijk overnam. Na zijn tijdelijke avontuur bij Olympiakos mocht hij definitief vertrekken bij Sporting, waarop Estrela da Amadora hem overnam.

## Clubstatistieken
| Seizoen | Club               | Competitie    | Competitie | Competitie | Beker | Beker | Internationaal | Internationaal | Totaal | Totaal |
| Seizoen | Club               | Competitie    | Wed.       | Dlp.       | Wed.  | Dlp.  | Wed.           | Dlp.           | Wed.   | Dlp.   |
| ------- | ------------------ | ------------- | ---------- | ---------- | ----- | ----- | -------------- | -------------- | ------ | ------ |
| 2018/19 | Sporting CP        | Primeira Liga | 18         | 2          | 5     | 0     | 7              | 2              | 30     | 4      |
| 2019/20 | Sporting CP        | Primeira Liga | 16         | 6          | 1     | 0     | 3              | 0              | 20     | 6      |
| 2020/21 | Sporting CP        | Primeira Liga | 24         | 5          | 3     | 3     | 1              | 0              | 28     | 8      |
| 2021/22 | Sporting CP        | Primeira Liga | 10         | 1          | 4     | 2     | 3              | 0              | 17     | 3      |
| 2021/22 | → Lazio            | Serie A       | 3          | 1          | 0     | 0     | 1              | 0              | 4      | 1      |
| 2022/23 | Sporting CP        | Primeira Liga | 4          | 0          | 5     | 0     | 1              | 0              | 10     | 0      |
| 2023/24 | → Salernitana      | Serie A       | 12         | 1          | 1     | 1     | —              | —              | 13     | 2      |
| 2023/24 | → Olympiakos       | Super League  | 4          | 0          | 0     | 0     | 0              | 0              | 4      | 0      |
| 2024/25 | Estrela da Amadora | Primeira Liga | 0          | 0          | 0     | 0     | —              | —              | 0      | 0      |
| Totaal  | Totaal             | Totaal        | 91         | 16         | 19    | 6     | 16             | 2              | 126    | 24     |

Bijgewerkt op 13 september 2024.

## Interlandcarrière
Cabral maakte op 28 maart 2017 zijn debuut in het Kaapverdisch voetbalelftal in een oefeninterland tegen Luxemburg door doelpunten van Gegé en Júlio Tavares. Cabral begon aan het duel als wisselspeler en vijf minuten voor tijd viel hij in voor Zé Luís. De andere debutanten dit duel waren Carlos Ponck (Chaves) en Hélder Tavares (Tondela).
| Interlands van Jovane Cabral voor Kaapverdië | Interlands van Jovane Cabral voor Kaapverdië | Interlands van Jovane Cabral voor Kaapverdië | Interlands van Jovane Cabral voor Kaapverdië | Interlands van Jovane Cabral voor Kaapverdië | Interlands van Jovane Cabral voor Kaapverdië | Interlands van Jovane Cabral voor Kaapverdië |
| №                                            | Datum                                        | Wedstrijd                                    | Uitslag                                      | Competitie                                   | Goals                                        |                                              |
| Als speler bij Sporting CP                   | Als speler bij Sporting CP                   | Als speler bij Sporting CP                   | Als speler bij Sporting CP                   | Als speler bij Sporting CP                   | Als speler bij Sporting CP                   | Als speler bij Sporting CP                   |
| -------------------------------------------- | -------------------------------------------- | -------------------------------------------- | -------------------------------------------- | -------------------------------------------- | -------------------------------------------- | -------------------------------------------- |
| 1                                            | 28 maart 2017                                | Luxemburg – Kaapverdië                       | 0 – 2                                        | Vriendschappelijk                            |                                              |                                              |
| Als speler bij Lazio                         |                                              |                                              |                                              |                                              |                                              |                                              |
| 2                                            | 23 maart 2022                                | Guadeloupe – Kaapverdië                      | 0 – 2                                        | Vriendschappelijk                            | 13'                                          |                                              |
| 3                                            | 25 maart 2022                                | Liechtenstein – Kaapverdië                   | 0 – 6                                        | Vriendschappelijk                            |                                              |                                              |
| 4                                            | 3 juni 2022                                  | Burkina Faso – Kaapverdië                    | 2 – 0                                        | AK 2023 kwalificatie                         |                                              |                                              |
| 5                                            | 7 juni 2022                                  | Kaapverdië – Togo                            | 2 – 0                                        | AK 2023 kwalificatie                         |                                              |                                              |
| Als speler bij Sporting CP                   |                                              |                                              |                                              |                                              |                                              |                                              |
| 6                                            | 24 maart 2023                                | Kaapverdië – Swaziland                       | 0 – 0                                        | AK 2023 kwalificatie                         |                                              |                                              |
| Als speler bij Salernitana                   |                                              |                                              |                                              |                                              |                                              |                                              |
| 7                                            | 14 januari 2024                              | Ghana – Kaapverdië                           | 1 – 2                                        | AK 2023                                      |                                              |                                              |
| 8                                            | 19 januari 2024                              | Kaapverdië – Mozambique                      | 3 – 0                                        | AK 2023                                      |                                              |                                              |
| 9                                            | 29 januari 2024                              | Kaapverdië – Montenegro                      | 1 – 0                                        | AK 2023                                      |                                              |                                              |
| Als speler bij Olympiakos                    |                                              |                                              |                                              |                                              |                                              |                                              |
| 10                                           | 24 maart 2023                                | Kaapverdië – Zuid-Afrika                     | 0 – 0 (1 – 2 n.s.)                           | AK 2023                                      |                                              |                                              |
| 11                                           | 21 maart 2024                                | Kaapverdië – Guyana                          | 1 – 0                                        | Vriendschappelijk                            |                                              |                                              |
| 12                                           | 25 maart 2024                                | Kaapverdië – Equatoriaal-Guinea              | 1 – 0                                        | Vriendschappelijk                            | 64'                                          |                                              |
| 13                                           | 8 juni 2024                                  | Kameroen – Kaapverdië                        | 4 – 1                                        | WK 2026 kwalificatie                         |                                              |                                              |
| 14                                           | 11 juni 2024                                 | Kaapverdië – Libië                           | 1 – 0                                        | WK 2026 kwalificatie                         |                                              |                                              |

Bijgewerkt op 13 september 2024.

## Erelijst
| Primeira Liga    | 1 | 2020/21                   |
| Taça de Portugal | 1 | 2018/19                   |
| Taça da Liga     | 3 | 2019/20, 2020/21, 2021/22 |